# Геворкян, Владимир Франгесович
Владимир Франгесович Геворкян (14 декабря 1955, Брест) — белорусский футбольный тренер.

## Биография
Воспитанник брестского футбола. Рано остался без родителей и некоторое время жил в интернате. Окончил Брестский педагогический институт.
В качестве игрока выступал в первенстве Белорусской ССР среди коллективов физкультуры на позиции полузащитника за «Пединститут» (Брест) и «Торпедо» (Жодино). В составе «Торпедо» становился чемпионом (1981) и обладателем Кубка республики (1981, 1982, 1983).
В конце 1980-х годов начал тренерскую карьеру в юношеских и любительских коллективах Бреста. В 1990 году вошёл в тренерский штаб основной команды брестского «Динамо», позднее работал директором и начальником команды. В 1994 году назначен главным тренером брестского клуба и возглавлял команду в течение четырёх лет, «Динамо» в это время было середняком высшей лиги Белоруссии. После ухода с поста главного тренера клуба, некоторое время работал вне футбола, затем тренировал клуб второй лиги «Водоканал» (Брест), а через год снова вошёл в тренерский штаб «Динамо».
В 2003 году возглавил бобруйскую «Белшину», команда выступала не слишком успешно, заняв в 2003 году десятое место, а сезон 2004 года завершила на последнем, однако ещё в мае 2004 года тренер покинул клуб. Затем некоторое время работал в Польше с юношеской командой из города Бяла-Подляска.
В 2006 году снова назначен главным тренером брестского «Динамо» и возглавлял команду в течение трёх лет. В чемпионате страны команда по-прежнему была середняком, однако в Кубке Белоруссии в 2007 году впервые в своей истории одержала победу. В апреле 2008 года после трёх поражений на старте был уволен.
В 2010 году тренер в течение нескольких месяцев возглавлял минский «Партизан-МТЗ», затем получил приглашение из Польши, где в сезоне 2011/12 работал главным тренером клуба «Подляшье» (Бяла-Подляска), а затем входил в тренерский штаб команды. В 2015 году тренировал могилёвский «Днепр», выступавший тогда в первой лиге, но не смог решить задачу возвращения в элиту, команда финишировала лишь четвёртой.
В середине 2010-х годов отошёл от футбола и сосредоточился на своём бизнесе.